# Liste der Eisschnelllaufweltrekorde im Teamlauf Männer
Diese Liste enthält alle von der Internationalen Eislaufunion anerkannten Weltrekorde im Eisschnelllauf im Teamlauf der Männer über acht Runden (± 3099 m).
| Nr.                                                    | Sportler                                                | Zeit    | Datum             | Ort                         | Besonderheiten | Bestand               |
| ------------------------------------------------------ | ------------------------------------------------------- | ------- | ----------------- | --------------------------- | -------------- | --------------------- |
| 1                                                      | Vereinigte StaatenChad Hedrick Derek Parra KC Boutiette | 3.48,56 | 13. November 2004 | Vikingskipet                | H I, Bh, Ek    | 8 Tage                |
| 2                                                      | NiederlandeCarl Verheijen Erben Wennemars Mark Tuitert  | 3.46,44 | 21. November 2004 | Sportforum Hohenschönhausen | H I, Bh, Ek    | 356 Tage              |
| 3                                                      | KanadaArne Dankers Denny Morrison Steven Elm            | 3.39,69 | 12. November 2005 | Olympic Oval                | H III, Bh, Ek  | 1 Jahr und 118 Tage   |
| 4                                                      | NiederlandeCarl Verheijen Erben Wennemars Sven Kramer   | 3.37,80 | 10. März 2007     | Utah Olympic Oval           | H III, Bh, Ek  | 6 Jahre und 244 Tage  |
| 5                                                      | NiederlandeKoen Verweij Jan Blokhuijsen Sven Kramer     | 3.37,17 | 9. November 2013  | Olympic Oval                | H III, Bh, Ek  | 7 Tage                |
| amtierende Eisschnelllauf-Weltrekordhalter im Teamlauf |                                                         |         |                   |                             |                |                       |
| 6                                                      | NiederlandeJan Blokhuijsen Koen Verweij Sven Kramer     | 3.35,60 | 16. November 2013 | Utah Olympic Oval           | H III, Bh, Ek  | 11 Jahre und 129 Tage |

- Stand: 3. Februar 2014[1]

Die Kürzel in "Besonderheiten" bedeuten
- H = Höhenlage der Bahn; H I = bis 500 Meter, H II = über 500 Meter, H III = über 1000 Meter
- B = Anlage der Bahn; Bf = Freiluft (offen), Bh = Hallenbahn, Bm = mix (Halboffen, Überdachte Laufbahn)
- E = Eis; Ek = Künstlich (Kühlsystem), En = Natureis (ohne technisches Kühlsystem)